# Comuna Vorniceni, Botoșani
Vorniceni este o comună în județul Botoșani, Moldova, România, formată din satele Davidoaia, Dealu Crucii și Vorniceni (reședința).
Comuna Vorniceni este situată la 47 grade și 59 minute latitudine nordică și 26 grade și 39 minute longitudine estică, cu o poziție NE în cadrul țării, central-nordică, în Câmpia Moldovei, pe valea pârâului Ibăneasa, afluent de pe stânga Jijiei. Ocupă o poziție centrală în cadrul teritoriului județului Botoșani. Poziția geografică a favorizat în trecut legăturile comerciale care se stabileau între munte și „câmp”, cât și cu drumul comercial dinspre Liov spre Marea Neagră și Valea Siretului. Față de căile de comunicație importante ale țării, această comună este la 7 km depărtare de calea ferată Dorohoi-Iași, construită și dată în folosință în 1896 . Această unitate administrativă–teritorială cuprinde trei sate: Vornicenii, Dealu-Crucii și Davidoaia.

## Istorie
Satul Vorniceni este o așezare veche, relativ mare, specializată în cultura plantelor, creșterea animalelor (vite și oi), ocupații care s-au păstrat până astăzi. De asemenea, ocupațiile tradiționale legate de prelucrarea cânepii, lânii, pielicelelor de miel, țesutul în stative și „războiul” vertical au reprezentat principalele surse de trai pentru locuitori. Celelalte două sate sunt mai noi și mai mici. Atât Vornicenii, cât și cele două sate au avut, permanent, surse de apă potabilă, din pânza freatică, iar pentru alte nevoi, din râul Ibăneasa și alți afluenți ai săi. ”Aceste așezări fiind în apropierea unor izvoare sau cursuri de apă ne face să credem că teritoriul a fost locuit din neolitic” . ”Vechimea satelor trebuie căutată în vremurile îndepărtate argumentate de condițiile favorabile ale cadrului natural. Purtătorii culturii neolitice se îndeletniceau cu cultivarea primitivă a pământului și creșterea animalelor domestice (în special a cornutelor mari) și își făceau așezările pe boturi de deal sau locuri joase” .
În concluzie, Vornicenii, prin poziția geografică, având vatra pe platouri înalte de 200 m altitudine, neinundabilă, prin existența unor pânze freatice bogate, prin solurile relativ fertile, unde s-a dezvoltat de timpuriu agricultura, prin existența unui ”petic” de pădure, prin descoperirea unor urme de locuire continuă, este o comună căreia i se acordă o atenție tot mai mare, în ultimii ani.
Localitatea Vorniceni este așezată pe valea râului Ibăneasa, afluent de pe stânga Jijiei, în nordul Câmpiei Moldovei. Coordonatele geografice ale localității sunt: 47059’ latitudine nordică și 26039’ longitudine estică. În cadrul acestor limite geografice localitatea are o suprafață de 6292 Ha. Prima atestare documentară despre satul Vorniceni este strâns legată de existența celor cinci stejari seculari, supraviețuitori din Dumbrava Înaltă, prezenți și astăzi pe podișul dinspre satul Corlăteni
Despre codrul din Dumbrava Înaltă vorbesc documentele din timpul lui Alexandru cel Bun, al lui Ștefan cel Mare, iar mai târziu, din timpul lui Ștefăniță Vodă (uricul din iulie 1520), al lui Petru Rareș (uricul din 18 ianuarie 1526), al lui Ștefan Vodă Lăcustă (1607) și Simeon Movilă Voievod (uricul din 4 ianuarie 1663).
Primul document care pomenește de Dumbrava Înaltă amintește totodată și de Vorniceni.
Este vorba de uricul lui Alexandru cel Bun, dat la Suceava, la 28 decembrie 1428. Prin acest act, Alexandru Voievod întărește fiilor lui Ivan (Oană) vornicul – Lazăr, Stanciul și Costea - „trei sate supt Dumbrava Înaltă”, adăugându-le la mănăstirea lor, Homor. Prin uricul lui Ștefan Voievod (unchiul lui Ștefan cel Mare), din 18 februarie 1445, scris în limba sârbă, se vorbește de o danie de sate făcută mănăstirii Homorului, din care „un sat supt Dumbrava Înaltă, anume Dvornicenii” .

## Demografie
Componența etnică a comunei Vorniceni
     Români (84,16%)
     Alte etnii (0,11%)
     Necunoscută (15,73%)
Componența confesională a comunei Vorniceni
     Ortodocși (84,05%)
     Alte religii (0,19%)
     Necunoscută (15,76%)
Conform recensământului efectuat în 2021, populația comunei Vorniceni se ridică la 3.700 de locuitori, în scădere față de recensământul anterior din 2011, când fuseseră înregistrați 4.052 de locuitori. Majoritatea locuitorilor sunt români (84,16%), iar pentru 15,73% nu se cunoaște apartenența etnică. Din punct de vedere confesional, majoritatea locuitorilor sunt ortodocși (84,05%), iar pentru 15,76% nu se cunoaște apartenența confesională.

## Politică și administrație
Comuna Vorniceni este administrată de un primar și un consiliu local compus din 13 consilieri. Primarul, Lucian-Ioan Ungureanu[*], de la Partidul Social Democrat, este în funcție din 1 noiembrie 2024. Începând cu alegerile locale din 2024, consiliul local are următoarea componență pe partide politice:
|  | Partid                    | Consilieri | Componența Consiliului | Componența Consiliului | Componența Consiliului | Componența Consiliului | Componența Consiliului | Componența Consiliului |
|  | ------------------------- | ---------- | ---------------------- | ---------------------- | ---------------------- | ---------------------- | ---------------------- | ---------------------- |
|  | Partidul Social Democrat  | 6          |                        |                        |                        |                        |                        |                        |
|  | Partidul Național Liberal | 4          |                        |                        |                        |                        |                        |                        |
|  | Alianța Dreapta Unită     | 3          |                        |                        |                        |                        |                        |                        |

## Personalități
- Dionisie Ignat (1909-2004), călugăr român. Starețul schitului Colciu din Muntele Athos.
- Mihai Maxim (1943-2017) istoric, cercetător, prof. univ. al Facultății de Istorie din cadrul Univ. București, reputat turcolog.[9]